# Varjú Vilmos (atléta)
Varjú Vilmos (Gyula, 1937. június 10. – Budapest, 1994. február 17.) olimpiai bronzérmes, kétszeres Európa-bajnok atléta, súlylökő. Fia, Varjú Vilmos kézilabdázó.

## Pályafutása
1953-tól a Közért, illetve a Vörös Meteor Közért, 1969-től az Újpesti Dózsa súlylökőjeként versenyzett. 1957 és 1974 között negyvenkilenc alkalommal szerepelt a magyar válogatottban. Az 1960-as évek első felének egyik legeredményesebb európai súlylökője volt.
Háromszoros Európa-csúcstartó, magyar dobóatlétaként ő szerzett elsőként Európa-bajnoki címet, 1962-ben, Belgrádban (19,02 méter, Európa-csúcs), 2 nappal megelőzve a kalapácsvető Zsivótzky Gyulát. Az 1966-os budapesti EB-n ismét Európa-bajnok lett (19,43 méter, újfent Európa-csúcs), sikerének mértékét jól jelzi, hogy az 1962-es atlétikai kontinensviadal teljes mezőnyéből rajta kívül csak hárman tudták megvédeni 1966-ban a címüket. 1958-ban, Stockholmban 7. (16,77 méter), 1969-ben, Athénban újfent 7. (18,78 méter), 1971-ben, Helsinkiben – az éremről mindössze 5 centiméterrel lemaradva – 4. helyen (19,99 méter) végzett az EB-n. Sportolói karrierje során nem rendeztek atlétikai világbajnokságot.
Varjú 3 olimpián volt a magyar csapat tagja. 1964-ben Tokióban a harmadik helyen végzett, a II. világháború utáni nyári olimpiákon Varjú volt mindössze a második olyan sportoló, aki férfi súlylökésben nem amerikai sportolóként érmet tudott szerezni (Varjú előtt – 1945-öt követően – a csehszlovák színekben versenyző Jiří Skobla nyert ugyancsak bronzérmet 1956-ban). Ugyanezen az olimpián Varjú legnagyobb magyar riválisa, Nagy Zsigmond az 5. helyen végzett (18,88 méterrel), a II. világháborút követően ez volt egyetlen olyan olimpia, ahol kettő magyar férfi súlylökő is versenyzett.
Az 1968-as mexikóvárosi olimpián egyetlen centiméterrel maradt le a döntőről (eredménye 18,86 méter) és zárt a 13. helyen. Selejtezőbeli lökése a döntőben a 8. helyet érte volna. Az őt döntőből "kiejtő" brit Jeff Teale 1974-ben egy újságcikkben beismerte, hogy 1967 és 1972 között szteroidokat használt, így hazája sportszövetsége örök életére eltiltotta a versenyszerű sportolástól.
1972-ben a 8. helyen végzett (20,10 méter) Münchenben, egyetlen centiméterrel megelőzve a csehszlovák Jaromír Viket (aki ezzel már nem is jutott tovább az első három lökést követően). Ezzel a magyar súlylökésben is véget ért egy korszak: a következő olimpiai szereplésünkre 24 évet kellett várnunk (Kóczián Jenő, 1996 - érvényes kísérlet híján helyezés nélkül zárt).
Varjú 1958 és 1972 között 13 alkalommal nyert súlylökésben magyar bajnoki címet (1961-ben és 1962-ben a már említett Nagy Zsigmond jobb volt nála), 1963-tól 10 egymást követő évben nem talált itthon legyőzőre. Tizenhétszeres magyar csúcstartó, ő volt az első magyar súlylökő, aki 17 méter (1959), illetve 19 méter (1962) felett lökött. Az 1971-es bajnokságon felállított, 20,45 méteres magyar csúcsát csak 30 évvel később sikerült megdönteni (Bíber Zsolt, 2001). Az aktív sportolástól 1975-ben vonult vissza.
1962-ben érettségizett a budapesti Közgazdasági Technikumban. 1969-től a Belügyminisztérium alkalmazottja volt, 1975-től nyomozóként. 1981-ben elvégezte a Rendőrtiszti Főiskolát. 1987-ben őrnagyi rangban nyugdíjazták.

## Sporteredményei
- olimpiai 3. helyezett:
  - 1964, Tokió (19,39 m)
- olimpiai résztvevő:
  - 1968, Mexikóváros (18,86 m) 13. helyezett
  - 1972, München (20,10 m) 8. helyezett
- kétszeres Európa-bajnok:
  - 1962, Belgrád (19,02 m)
  - 1966, Budapest (19,43 m)
- Európa-bajnoki 4. helyezett:
  - 1971, Helsinki (19,99 m)
- Európa–Amerika verseny 3. helyezettje (1967)
- Európa Kupa-győztes (1967)
- angol bajnok (1964)
- tizenháromszoros magyar bajnok (1958–1960, 1963–1972)

## Díjai, elismerései
- Kiváló Sportoló (1962)[4]
- posztumusz Rákosszentmihályért emlékplakett (2002)[5]